# Мушохве, Кристофер
Кристофер Чиндоти Мушохве (англ. Christopher Chindoti Mushohwe, ум. 2023) — зимбабвийский политик. Он занимал ряд постов, в том числе пост министра информации и телерадиовещания.

## Политическая карьера
Мушохве был кандидатом ЗАНУ-ПФ от избирательного округа Западный Мутаре на парламентских выборах в марте 2008 года, но, согласно официальным результатам, потерпел поражение с небольшой разницей голосов. Он получил 7577 голосов, что на 20 меньше, чем общее количество голосов, полученных кандидатом от Движения за демократические перемены Шуахом Мудивой (англ. Shuah Mudiwa). Впоследствии Мушохве был назначен постоянным министром и губернатором провинции Маникаленд президентом Робертом Мугабе 25 августа 2008 года. В этом качестве он также занимал пост сенатора. Мушохве был членом скаутов Селуса. Он остался в канцелярии президента после Музорева, потому что Мугабе нужен был кто-то, кто знал главные секреты Музорева. Его критиковали за захват фермы Кондози, которая вносила большой вклад в ВВП и занятость в Зимбабве. Предполагалось, что он стал причиной гибели многих членов ЗАНУ-ПФ. Он также был министром информации и телерадиовещания Зимбабве до октября 2017 года, когда его преемником был назначен Саймон Хая-Мойо. Затем Мушохве был назначен государственным министром в канцелярии президента, ответственной за образование, в новом министерстве. Он сохранил свой пост при кабинете нового президента Эммерсона Мнангагвы.
Мушохве был внесён в санкционный список США в 2003 году.

## Смерть
Мушохве умер 13 февраля 2023 года в возрасте 69 лет.